# Nier
Nier, стилізована як NieR — відеогра жанру action / RPG, розроблена японською студією Cavia і видана Square Enix в 2010 році для Xbox 360 і PlayStation 3. Гра вийшла в Японії у двох версіях: версія для Xbox 360 отримала підзаголовок Gestalt, а версія для PlayStation 3 — Replicant. Різниця полягає в особі протагоніста, в Gestalt це дорослий чоловік, а в Replicant — юнак. За межами Японії видавалася для обох платформ під назвою Nier, але її вміст відповідає Gestalt.
Nier слугує відгалуженням серії Drakengard. В 2017 році студія Platinum Games випустила непряме продовження цієї гри — Nier: Automata. В 2021 році видано оновлену версію Nier під назвою NieR Replicant ver.1.22474487139… для PlayStation 4, Xbox One і Microsoft Windows.

## Ігролад
У цій грі належить грати за Ніра — чоловіка середнього віку (в Nier Gestalt) або юнака (в Nier Replicant). Нір — лише стандартне ім'я, яке можна змінити. Гра переважно використовує перспективу від третьої особи й дозволяє обертати камеру огляду на 360°. Місцями ігровий процес відбувається з виглядом збоку або згори. Хоча Nier здебільшого грається в жанрі action / RPG, в ній є епізоди в жанрі платформера та shoot 'em up.
Нір бореться холодною зброєю (одно- та дворучними мечами і списами) з чудовиськам Тінями, роботами та звірами. Перемагаючи ворогів, протагоніст отримує досвід, гроші та матеріали для майстрування. З кожним рівнем досвіду зростають максимальний запас здоров'я та енергії, атака та захист. Максимальний рівень розвитку 99. За гроші можна придбати в торговців нову зброю, а за матеріали — вдосконалити її. Зброя може мати фізичну атаку, магічну атаку та вагу. Крім того Нір може використовувати для атак магічні заклинання, на які витрачається енергія, запас якої поступово відновлюється. Деякими закляттями («словами») можна зачаклувати зброю, щоб надати їй додаткових властивостей, таких як атака струмом або вогнем, або накласти їх на самого Ніра, щоб збільшити певні характеристики.
Окрім основної сюжетної лінії, Nier містить численні побічні квести й такі заняття, як рибальство та садівництво, які теж надають досвід.

## Сюжет
Дія починається прологом у 2049 році (2053 у версії Replicant), коли людство програє боротьбу з епідемією Синдрому білої хлоринації, що виник через вплив часток зі світу Drakengard і перетворює людей на чудовиськ Легіону. Задля порятунку душі людей відділяються від тіл, щоб колись завантажити їх у тіла андроїдів Реплікантів. Здійснити завантаження повинні два штучних інтелекта, поміщені в носії у формі книг: гримуар Нуар і гримуар Вайс. Проте розділення відбулося з дефектом і відокремлені душі стали божеволіти, втілюючись у подобі привидів Гештальтів. Вилікувати їх міг би тільки Первісний Гештальт, на пошуки якого людство кинуло останні сили.
Головний герой Нір зі своєю хворою сестрою / донькою Йоною переховуються в руїнах. Він знаходить гримуар Нуар і за його допомоги захищається від Гештальтів, але Нуар втрачає спогади та забуває про своє призначення. Повернувшись у сховок, Нір виявляє, що Йоні стало гірше.
Минає 1312 років (1412 в Replicant), у невеликому селі, яким керують близнючки Пополо і Деволь, живуть цілковиті двійники Ніра та Йони. Люди потерпають від істот Тіней — як тепер називають Гештальтів. Йона дізнається про квітку, що за легендою виконує бажання — Місячну Сльозу, та вирушає знайти її. Відправившись за нею, Нір знаходить гримуар Вайс і разом з Йоною повертається в село. Потім, він допомагає повертати Вайсу його пам'ять, разом з тим зустрічаючи нових персонажів, які в майбутньому стануть його супутниками — дівчину-вигнаницю Кайне і хлопчика Еміля, здатного перетворювати все, що бачить, на камінь. На село нападають Тіні, а Йону викрадає Володар Тіней, якого супроводжує гримуар Нуар. Емілю доводиться перетворити Кайне на камінь, щоб запечатати Тіней у руїнах.
Нір п'ять років безуспішно шукає доньку / сестру. Одного разу йому приходить лист від Еміля, який виявив під своїм маєтком секретну лабораторію. Разом вони знаходять там чудовисько, подібне на живу маріонетку, прибите цвяхами до стіни. Еміль згадує, що це його сестра, над якою проводили експерименти, оскільки вона була невразлива до Синдрому білої хлоринації. Еміль же — це своєрідна біологічна зброя, створена, щоб стримати сестру, якщо вона вийде з-під контролю. Істота звільняється і зжерає Еміля, але той переселяє свою свідомість в її тіло. Нір з Емілем оживлюють Кейне, долають Тінь, яку вона стримувала, та дізнаються, що попереду є секретний прохід в замок Володаря Тіней.
Герої збирають ключ, за допомогою якого пробираються в замок, де розкривають правду про минуле та що всі люди, які тепер живуть на світі — це Репліканти, котрі розвинули власну свідомість, поки очікували на об'єднання з Гештальтами. Попола й Девола намагаються зупинити Ніра з Емілем, аби ті не нашкодили Володареві Тіней. Еміль ціною свого життя перемагає близнючок. Нір викриває, що Володар Тіней — це його душа, яка і є Первісним Гештальтом. Володар Тіней встиг помістити душу Йони в тіло Репліканта, але тіло вже розвинуло власну свідомість. Головний герой бажає врятувати саме ту Йону, яку він знав усе життя. Тому він знищує втілення Володаря Тіней, душа Йони звільняється, а їхні Репліканти продовжують жити на Землі.
Після титрів гра пропонує повернутися в момент оживлення Кайне та почати повторне проходження сюжету з додатковими сценами. Нір також отримує здатність розуміти, що кажуть Тіні. З їхньої мови стає зрозуміло, що Тіні так само, як і Репліканти, здатні відчувати та хочуть захистити своїх рідних. Крім того виявляється, що Кейне одержима Тінню. В фіналі додається сцена, де звільнені душі Ніра та Йони зустрічаються в світлому потойбіччі, а Еміль виявляється живим.
При третьому проходженні відкривається можливість позбавити Кейне від страждань через присутність в її тілі Тіні. Героєві пропонується вбити її, за що Кейне подякує, або віддати власне життя, щоб урятувати її. В другому варіанті Кейне зцілюється від одержимості, але Нір зникає з пам'яті всіх, хто його знав, а всі збереження прогресу гри автоматично видаляються; почати гру з колишнім іменем протагоніста стане неможливо. Йона знаходить Місячну Сльозу, а Кейне зауважує, що забула щось.
У перевиданні гри 2021 року додано епілог, де Кейне вирішує з'ясувати що саме вона забула. Під керуванням гравця вона вирушає до Лісу Міфів, де знаходить автоматизований комплекс, який конструює копії загиблих Реплікантів. Комплекс створює двійників Кейне, щоб завадити їй, але вона долає Реплікантів і запускає створення нового Ніра, що отримує таке саме тіло та спогади, збережені в резервній копії. Файли збережень прогресу після цього також відновлюються.

## Перевидання
У версії для PlayStation 4, Xbox One і Microsoft Windows було вдосконалено графіку та змінено бойову систему. За основу взято Nier Replicant. Бої стали динамічніші, Нір зміг чаклувати під час бігу та стрибків. З'явилася можливість зафіксуватися на одній цілі та атакувати автоматично — тоді гравці тільки обирають зброю чи закляття та рухають персонажа, а атакує він автоматично. Крім того, всі персонажі отримали озвучення діалогів і нові репліки, музику було перезаписано. Сюжет розширився додатковими квестами та епілогом.

## Оцінки й відгуки
| Агрегатор  | Оцінка                   |
| ---------- | ------------------------ |
| Metacritic | PS3: 68/100 X360: 67/100 |

| Видання   | Оцінка |
| --------- | ------ |
| 1Up.com   | C-     |
| Eurogamer | 6/10   |
| Famitsu   | 34/40  |
| GameSpot  | 5/10   |
| IGN       | 7/10   |
| RPGamer   | 4.5/5  |

Гра зібрала змішані відгуки, отримавши середню оцінку на агрегаторі Metacritic 68 балів зі 100 для PlayStation 3, і 67/100 для Xbox 360. Продажі виявилися малими, до 2019 року було продано лише близько 500 тис. копій. Режисер гри Йоко Таро відгукнувся про продажі: «ми насправді не були в мінусі, але це також не був успіх».
Кевін Ванорд з Eurogamer відгукнувся, що гра оригінально змішує жанри в перші кілька годин, але далі й аж до самого фіналу просто нудна. Головною проблемою вказувалися великі порожні локації, де між виконанням завдань від різних персонажів нічого не відбувається. «На жаль… персонажі уособлюють проблиски індивідуальності в незворушному світі. Є кілька примітних місць з дрібкою художнього смаку, наприклад, село в пустелі, заселене диваками в масках. Однак, ви проводите більше часу в непомірних, непривабливих зелених полях Nier. Поки ви не розблокуєте пізніше в грі доволі корисну опцію швидкої подорожі, виконання десятків побічних квестів передбачає прогулянки туди-сюди по одних і тих самих кількох областях знову і знову… Ви проводите надто багато часу, подорожуючи з місця на місце, відчайдушно бажаючи, щоб сталося щось цікаве».
Раян Клементс з IGN найсильнішим аспектом Nier вказав музику, а найслабшим — застарілу бляклу графіку. Ігровий процес він визнав місцями цікавим, особливо в боях, але відштовхуюче повторюваним. «Nier потворна, і буває помітно повторювана, змушуючи гравців кілька разів заново повертатися у знайомі місця. Але при кожному розчаруванні, яке я зустрічав у Nier, були й дивовижні ігрові повороти, тривожна естетика та інтригуючі персонажі. Ідеї, на яких спирається Nier, надзвичайно тверді — лише виконання кульгає».